# Karfanaum ali As killed
Karfanaum ali As killed (COBISS) je roman Maje Novak; izšel je leta 1998 pri Cankarjevi založbi. 

## Vsebina
Roman opisuje razmere na enem izmed projektov slovenskih zidarjev v Jordaniji. Zgodba se začne v preiskovalnem zaporu v Sloveniji, kjer se osumljenec in preiskovalni sodnik pogovarjata. Osumljenec hodi na tečaj kreativnega pisanja, kjer počasi nastaja zgodba v pisni obliki. Zapletati se začne, ko na sajt (delovišče) pride ženska, Vlasta, ki ves moški svet postavi na glavo.